# Luis Suárez (football, 1997)
Pour les articles homonymes, voir Luis Suárez et Suárez.
Luis Javier Suárez Charris, ou plus simplement Luis Suárez, né le 2 décembre 1997 à Santa Marta en Colombie, est un footballeur international colombien qui évolue au poste d'avant-centre au Sporting CP.

## Biographie

### Carrière en club
Ayant commencé à jouer au foot dans son pays natal avec les Leones, il est prêté plusieurs fois dans des clubs espagnols, d'abord depuis la Colombie, puis depuis Watford, où il est entre-temps transféré en 2017,.
Auteur d'une saison remarquable avec le Real Saragosse en 2019-2020, dont il est notamment le meilleur marqueur à la mi saison avec 14 buts en 26 matchs de LaLiga 2, au point d'attirer l'attention de club de Liga pour les transferts hivernaux comme le FC Barcelone, qui cherche un remplaçant... pour son homonyme Luis Suárez, qui est alors blessé.
Lors de la période estivale de transfert, le natif colombien est transféré vers Grenade (Liga) pour une dizaine de millions de livres sterling.
Le 18 juillet 2022, l'Olympique de Marseille annonce un accord de principe avec Grenade pour un transfert du joueur pour 10 millions d'euros. Le 20 juillet 2022 vint l’officialisation sur le compte Twitter de l’Olympique de Marseille. Le joueur colombien signe alors un contrat de trois ans avec le club marseillais pour un montant de 2,5M€ par an. Lors de la première journée du championnat de Ligue 1 qui suit, il inscrit ses deux premiers buts sous les couleurs marseillaises face au Stade de Reims. Le 5 décembre 2022, Marseille décide de le prêter au club espagnol d'Almeria avec une option d'achat obligatoire si le club se maintient en Liga, la première division espagnole. Le prix de son achat est de 8,5 millions d'euros. Le 5 juin 2023 le club espagnol leve l'option d'achat le concernant.  

### Carrière internationale

#### Équipe de Colombie
Luis Suárez n'a jamais connu de sélection nationale, en catégories jeunes, mais est éligible à la fois pour l'équipe nationale colombienne et celle espagnole, possédant la double nationalité depuis le 3 octobre 2019.
Il connait finalement sa première sélection pour la Colombie le 17 novembre 2020, lors d'un match de qualification pour la coupe du monde contre l'Équateur. Il entre en jeu avant la mi-temps, alors que son équipe est déjà menée 4-0 dans ce qui sera une lourde défaite 6-1 à l'extérieur pour les Colombiens.

## Statistiques
| Saison                | Club                   | Championnat           | Championnat | Championnat | Championnat | Coupe nationale | Coupe nationale | Coupe nationale | Coupe de la Ligue | Coupe de la Ligue | Coupe de la Ligue | Supercoupe | Supercoupe | Supercoupe | Compétition(s) continentale(s) | Compétition(s) continentale(s) | Compétition(s) continentale(s) | Compétition(s) continentale(s) | Play-Offs | Play-Offs | Play-Offs | Total | Total | Total |
| Saison                | Club                   | Division              | M.          | B.          | P.d.        | M.              | B.              | P.d.            | M.                | B.                | P.d.              | M.         | B.         | P.d.       | Comp.                          | M.                             | B.                             | P.d.                           | M.        | B.        | P.d.      | M.    | B.    | P.d.  |
| 2018-2019             | Gimnàstic de Tarragone | Segunda División      | 36          | 7           | 1           | 1               | 0               | 0               | -                 | -                 | -                 | -          | -          | -          | -                              | -                              | -                              | -                              | -         | -         | -         | 37    | 7     | 1     |
| 2019-2020             | Real Saragosse         | Segunda División      | 38          | 19          | 4           | 1               | 0               | 0               | -                 | -                 | -                 | -          | -          | -          | -                              | -                              | -                              | -                              | -         | -         | -         | 39    | 19    | 4     |
| 2020-2021             | Grenade CF             | Liga                  | 27          | 5           | 1           | 2               | 0               | 0               | -                 | -                 | -                 | -          | -          | -          | C3                             | 8                              | 2                              | 0                              | -         | -         | -         | 37    | 7     | 1     |
| 2021-2022             | Grenade CF             | Liga                  | 37          | 8           | 4           | 1               | 0               | 0               | -                 | -                 | -                 | -          | -          | -          | -                              | -                              | -                              | -                              | -         | -         | -         | 38    | 8     | 4     |
| Sous-total            | Sous-total             | Sous-total            | 64          | 13          | 5           | 3               | 0               | 0               | -                 | -                 | -                 | -          | -          | -          | -                              | 8                              | 2                              | 0                              | -         | -         | -         | 75    | 15    | 5     |
| 2022-2023             | Olympique de Marseille | Ligue 1               | 7           | 3           | 1           | -               | -               | -               | -                 | -                 | -                 | -          | -          | -          | C1                             | 4                              | 0                              | 0                              | -         | -         | -         | 11    | 3     | 1     |
| 2022-2023             | UD Almeria             | Liga                  | 21          | 4           | 4           | -               | -               | -               | -                 | -                 | -                 | -          | -          | -          | -                              | -                              | -                              | -                              | -         | -         | -         | 21    | 4     | 4     |
| 2023-2024             | UD Almeria             | Liga                  | 15          | 6           | 0           | 0               | 0               | 0               | -                 | -                 | -                 | -          | -          | -          | -                              | -                              | -                              | -                              | -         | -         | -         | 15    | 6     | 0     |
| 2024-2025             | UD Almeria             | LaLiga2               | 41          | 27          | 8           | 2               | 4               | 0               | -                 | -                 | -                 | -          | -          | -          | -                              | -                              | -                              | -                              | -         | -         | -         | 43    | 31    | 8     |
| Sous-total            | Sous-total             | Sous-total            | 77          | 37          | 12          | 2               | 4               | 0               | -                 | -                 | -                 | -          | -          | -          | -                              | 0                              | 0                              | 0                              | -         | -         | -         | 79    | 41    | 12    |
| 2025-2026             | Sporting CP            | Liga Betclic          | 2           | 2           | 0           | 0               | 0               | 0               | -                 | -                 | -                 | 1          | 0          | 0          | C1                             | -                              | -                              | -                              | -         | -         | -         | 3     | 2     | 0     |
| Sous-total            | Sous-total             | Sous-total            | 2           | 2           | 0           | 0               | 0               | 0               | -                 | -                 | -                 | 1          | 0          | 0          | -                              | 0                              | 0                              | 0                              | -         | -         | -         | 3     | 2     | 0     |
| Total sur la carrière | Total sur la carrière  | Total sur la carrière | 224         | 81          | 23          | 7               | 4               | 0               | -                 | -                 | -                 | 1          | 0          | 0          | -                              | 12                             | 2                              | 0                              | -         | -         | -         | 244   | 87    | 23    |

### En sélection nationale
| Saison                | Sélection             | Phases finales        | Phases finales | Phases finales | Phases finales | Éliminatoires CDM | Éliminatoires CDM | Éliminatoires CDM | Matchs amicaux | Matchs amicaux | Matchs amicaux | Total | Total | Total |
| Saison                | Sélection             | Compétition           | M              | B              | Pd             | M                 | B                 | Pd                | M              | B              | Pd             | M     | B     | Pd    |
| --------------------- | --------------------- | --------------------- | -------------- | -------------- | -------------- | ----------------- | ----------------- | ----------------- | -------------- | -------------- | -------------- | ----- | ----- | ----- |
| 2020-2021             | Colombie              | Copa América 2020     | -              | -              | -              | 1                 | 0                 | 0                 | -              | -              | -              | 1     | 0     | 0     |
| 2021-2022             | Colombie              | -                     | -              | -              | -              | 2                 | 0                 | 0                 | 1              | 0              | 0              | 3     | 0     | 0     |
| Total sur la carrière | Total sur la carrière | Total sur la carrière | 0              | 0              | 0              | 3                 | 0                 | 0                 | 1              | 0              | 0              | 4     | 0     | 0     |